# Gluviopsona lahavi
Gluviopsona lahavi är en spindeldjursart som beskrevs av Levy och Shulov 1964. Gluviopsona lahavi ingår i släktet Gluviopsona och familjen Daesiidae. Inga underarter finns listade i Catalogue of Life.